# Buchenwälder und Wiesentäler Bad Laasphe
Koordinaten: 50° 57′ 15″ N, 8° 23′ 5″ O
Das Naturschutzgebiet Buchenwälder und Wiesentäler Bad Laasphe liegt auf dem Gebiet der Stadt Bad Laasphe im Kreis Siegen-Wittgenstein in Nordrhein-Westfalen.
Das aus zwei Teilflächen bestehende etwa 1212 ha große Gebiet, das im Jahr 1987 unter der Schlüsselnummer SI-097 unter Naturschutz gestellt wurde, erstreckt sich westlich und nordwestlich der Kernstadt Bad Laasphe zu beiden Seiten der B 62 und der Lahn. Nördlich des Gebietes erstreckt sich das rund 478 ha große Naturschutzgebiet Buchenwälder und Wiesentäler bei Stünzel und verläuft die B 480.